# Rubem Berta (Porto Alegre)
Rubem Berta é um bairro da cidade brasileira de Porto Alegre, capital do estado  do Rio Grande do Sul. Foi criado pela Lei 3159 de 9 de julho de 1968 e alterado pela Lei 12112/16.
Localizado no limite norte da cidade, faz divisa a leste com o município de Alvorada, a oeste com o bairro Sarandi, e ao sul com os bairros Mário Quintana e Jardim Dona Leopoldina.
Atualmente é o bairro mais populoso da capital, contando com mais de 87 mil habitantes, de acordo com dados do censo do IBGE em 2010.

## Histórico[2]
O nome do bairro foi dado em homenagem a Rubem Martin Berta, um dos pioneiros da aviação comercial brasileira e o primeiro funcionário da Varig, fundada em 1927.
Até o início do século XX, era uma região agropastoril, com sua economia baseada na venda de leite. Os minifúndios dominavam a paisagem e também abasteciam a área central. O desenvolvimento e a alta densidade habitacional da região teve início na década de 1960, e foi reflexo do crescimento e desenvolvimento industrial e comercial de Porto Alegre.

## Características atuais
O Rubem Berta caracteriza-se por ser um bairro residencial, dispondo de um enorme comércio de abastecimento, como supermercados, farmácias e lojas diversificada s.
Vilas e conjuntos habitacionais que compõem o Bairro Rubem Berta: Nova Gleba, Santa Rosa, Dois Diques, Pôr-do-Sol, João Paris, Fraternidade, Beco dos Maias, Nova Santa Rosa (ex-Vila Ramos), Páscoa, União, Paris, Dutra Jardim, Diamantina, Varig, Alexandrina, Max Guess, Parque Santa Fé, Jardim Alpino, Parque Madepinho, Fernando Ferrari, Guapuruvu, Parque dos Maias, Rubem Berta e Ícaro.

## Limites atuais
Na região do bairro Rubem Berta foram criados novos oficiais como Parque Santa Fé, Costa e Silva,  Jardim Leopoldina e Santa Rosa de Lima. No fim do ano de 2015, as propostas com as emendas foram aprovadas pela câmara de vereadores de Porto Alegre. Em relação aos limites atuais, o limite entre o Bairro Santa Rosa de Lima e Rubem Berta foi movido para o sul através da emenda final, passando a ser na Avenida Gamal Abdel Nasser e não mais no Beco do Paulino, conforme proposta inicial.   O bairro Rubem Berta com as emendas feitas possui os seguintes limites: Ponto inicial e final: encontro da Avenida Martim Félix Berta com a
Avenida Baltazar de Oliveira Garcia. Desse ponto segue pela segue pela
Avenida Baltazar de Oliveira Garcia até a Avenida João Ferreira Jardim, por
essa até a Avenida Bernardino Silveira Amorim, por essa até a Rua dos Maias,
por essa até a Avenida Gamal Abdel Nasser, por essa até o Arroio do Feijó, limite com o
Município de Alvorada. Segue a montante pelo eixo central desse arroio, até
encontrar o ponto de coordenadas 00000. Desse ponto, segue por dois
segmentos de linha reta e imaginária até encontrar a Rua Adelino Ferreira
Jardim, por essa até encontrar o limite de propriedade do Loteamento Rubem
Berta, segue por esse limite de propriedade até encontrar a Avenida Martim
Felix Berta, por essa até a Avenida Baltazar de Oliveira Garcia, ponto inicial.